# Casa Federației
Casa Federației (în amharică የፌዴሬሽን ምክር ቤት, Yefedereshn Mekir Bet) este camera superioară a Adunării Parlamentare Federale bicamere, parlamentul Etiopiei. Are 112 membri.
Fiecare națiune, naționalitate și popor vor fi reprezentați în Casa Federației de cel puțin un membru. Fiecare națiune sau naționalitate va fi reprezentată de un reprezentant suplimentar pentru fiecare milion din populația sa (articolul 61:2 din constituție).
Membrii Camerei Federației sunt aleși de consiliile de stat. Consiliile de stat pot alege ei înșiși reprezentanți în Casa Federației sau pot organiza alegeri pentru ca reprezentanții să fie aleși direct de popor (articolul 61:3 din constituție).